# Три полные сумки: Овечий детектив
«Три полные сумки: Овечий детектив» (англ. Three Bags Full: A Sheep Detective Movie) — предстоящий мистический комедийный триллер режиссёра Кайла Балды и сценариста Крейга Мейзина. Сюжет основан на романе 2005 года «Гленнкилл: следствие ведут овцы» Леони Свонн. Главные роли в фильме исполнили Хью Джекман, Эмма Томпсон, Николас Браун, Николас Голицын и Мандип Дхиллон.
Премьера фильма запланирована на 20 февраля 2026 года.

## Сюжет
Пастух Джордж Харди (Джекман) любит своих овец и разводит их исключительно ради шерсти. Каждый вечер он читает им вслух детективные истории, притворяясь, что овцы его понимают, но не подозревая, что они не только понимают, но и часами спорят о том, кто был преступником. Когда Джорджа находят мертвым при загадочных обстоятельствах, овцы сразу же понимают, что это было убийство, и думают, что знают всё о том, как его раскрыть.

## В ролях
- Хью Джекман — Джордж Харди
- Эмма Томпсон
- Николас Браун — Тим Дерри
- Николас Голицын
- Молли Гордон
- Хонг Чау
- Тосин Коул
- Кобна Холдбрук-Смит
- Конлет Хилл
- Мандип Дхиллон

## Производство
В марте 2024 года стало известно, что в разработке находится экранизация детективного романа Three Bags Full, главные роли в которой получили Хью Джекман и Эмма Томпсон. В июне актёрский состав пополнили Николас Браун, Николас Галицин, Молли Гордон, Хонг Чау, Тосин Коул, Кобна Холдбрук-Смит, Конлет Хилл и Мандип Дхиллон. Режиссером фильма станет Кайл Балда, а сценарий написал Крейг Мейзин.
Основные съёмки начались к 7 июня 2024 года.
Премьера фильма запланирована на 20 февраля 2026 года.